# Джама-Масджид (Делі)
Джама-Масджид (перс. مسجد جھان نما, Masjid-i Jahān-Numā — «мечеть, що відображає світ») — головна мечеть в Делі, розташована у Старому Делі, найбільша мечеть країни, двір якої може одночасно умістити до 25 тис. відвідувачів. Вона була збудована за наказом могольського імператора Шаха Джахана і відкрита у 1656 році. У мечеті зберігаються кілька реліквій, зокрема Коран, записаний на шкірі оленя.
| Прапор Індії | Це незавершена стаття про Індію. Ви можете допомогти проєкту, виправивши або дописавши її. |